# Cordia boissieri
Cordia boissieri is de botanische naam van een groenblijvende boom uit de ruwbladigenfamilie (Boraginaceae). De plant komt van nature voor in Mexico en Texas, alwaar ze "Texas olive" of "white geiger" wordt genoemd. Ze is aantrekkelijk voor vogels en vlinders. De sierlijke bloemen ontwikkelen zich tot eetbare witte vruchten.